# Nowa Dęba
Nowa Dęba è un comune urbano-rurale polacco del distretto di Tarnobrzeg, nel voivodato della Precarpazia.
Ricopre una superficie di 142,52 km² e nel 2005 contava 19 189 abitanti.